# Salperwick
Salperwick est une commune française située dans le département du Pas-de-Calais en région Hauts-de-France. Cette commune a la particularité d'être construite sur un marais.
La commune fait partie de la communauté d'agglomération du Pays de Saint-Omer qui regroupe 53 communes et compte 104 937 habitants en 2021.
Le territoire de la commune est situé dans le parc naturel régional des Caps et Marais d'Opale.

## Géographie

### Localisation
Localisée dans le centre-est du département du Pas-de-Calais, Salperwick est une commune située, à vol d'oiseau, à 3 km au nord-ouest de la commune de Saint-Omer (chef-lieu d'arrondissement) dont elle est limitrophe.
Le territoire de la commune est limitrophe de ceux de quatre communes.
Les communes limitrophes sont Tilques, Saint-Martin-lez-Tatinghem, Saint-Omer et Zudausques.

### Hydrographie

#### Réseau hydrographique
La commune est située dans le bassin Artois-Picardie. Elle est drainée par le Grand Large, la ketestrom et divers autres petits cours d'eau,.

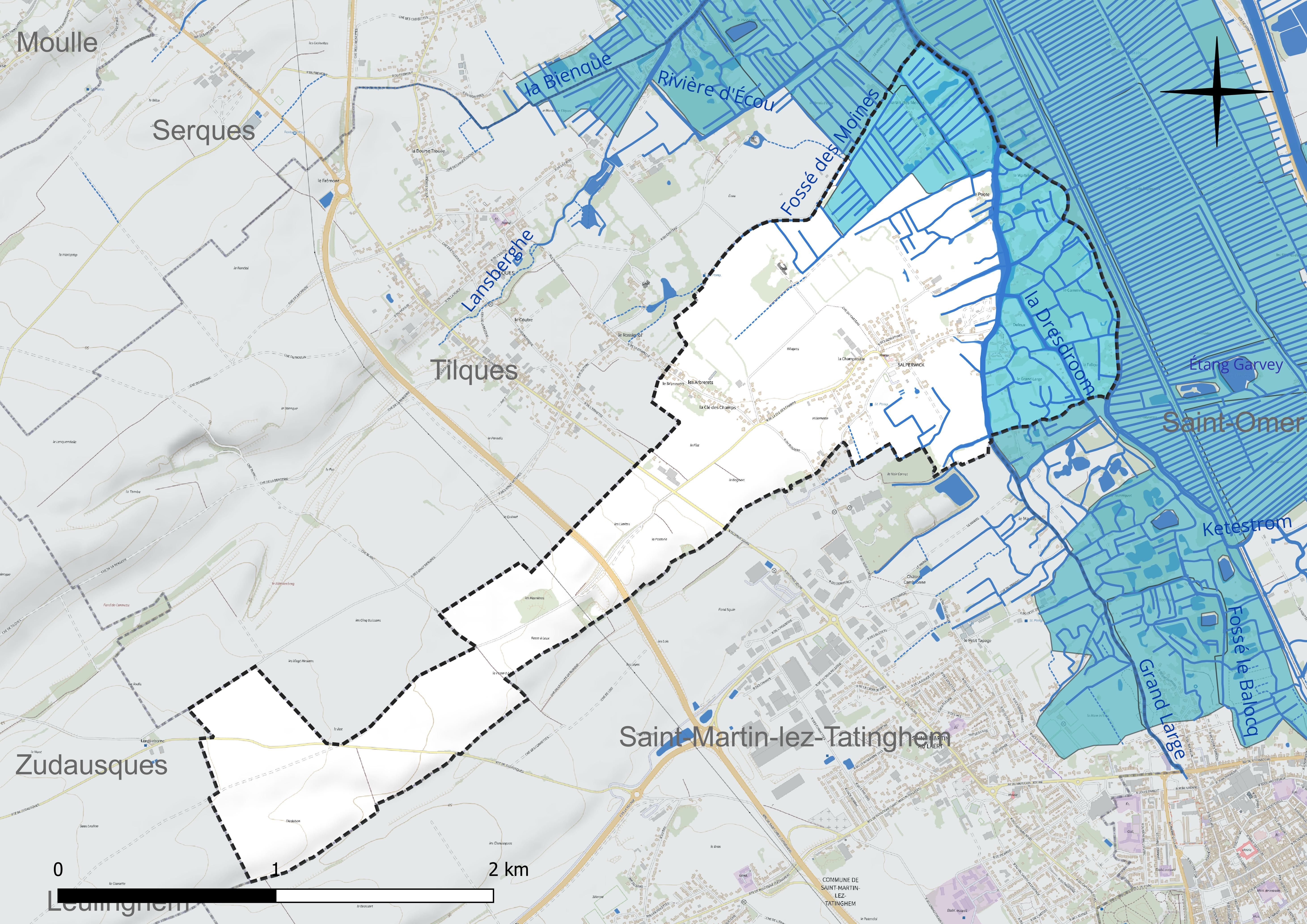
Réseau hydrographique de Salperwick.

#### Gestion et qualité des eaux
Le territoire communal est couvert par le schéma d'aménagement et de gestion des eaux (SAGE) « Audomarois ». Ce document de planification concerne un territoire de 662 km2 de superficie, délimité par le bassin versant de l'Aa et sa zone d'étalement : le marais audomarois. Le périmètre a été arrêté le 4 février 1994 et le SAGE proprement dit a été approuvé le 31 mars 2005, puis révisé le 15 janvier 2013, puis le 21 novembre 2021. La structure porteuse de l'élaboration et de la mise en œuvre est le syndicat mixte pour l'aménagement et la gestion des eaux de l'Aa (SmageAa).
La qualité des cours d'eau peut être consultée sur un site dédié géré par les agences de l'eau et l'Agence française pour la biodiversité.

### Climat
Pour des articles plus généraux, voir Climat des Hauts-de-France et Climat du Pas-de-Calais.
En 2010, le climat de la commune est de type climat océanique franc, selon une étude du CNRS s'appuyant sur une série de données couvrant la période 1971-2000. En 2020, Météo-France publie une typologie des climats de la France métropolitaine dans laquelle la commune est exposée à un climat océanique et est dans la région climatique Côtes de la Manche orientale, caractérisée par un faible ensoleillement (1 550 h/an) ; forte humidité de l'air (plus de 20 h/jour avec humidité relative > 80 % en hiver), vents forts fréquents.
Pour la période 1971-2000, la température annuelle moyenne est de 10,6 °C, avec une amplitude thermique annuelle de 13,4 °C. Le cumul annuel moyen de précipitations est de 830 mm, avec 12,6 jours de précipitations en janvier et 8,1 jours en juillet. Pour la période 1991-2020, la température moyenne annuelle observée sur la station météorologique la plus proche, située sur la commune de Watten à 7 km à vol d'oiseau, est de 11,3 °C et le cumul annuel moyen de précipitations est de 822,8 mm,. Pour l'avenir, les paramètres climatiques de la commune estimés pour 2050 selon différents scénarios d'émission de gaz à effet de serre sont consultables sur un site dédié publié par Météo-France en novembre 2022.

### Milieux naturels et biodiversité

#### Espaces protégés
La protection réglementaire est le mode d'intervention le plus fort pour préserver des espaces naturels remarquables et leur biodiversité associée.
Dans ce cadre, la commune fait partie de plusieurs espaces protégés : 
- le parc naturel régional des Caps et Marais d'Opale, d'une superficie de 132 499 hectares réparties sur 154 communes, géré par le syndicat mixte d'aménagement et de gestion du parc naturel régional des caps et marais d'Opale[12].
- le marais audomarois avec :
  - le marais audomarois, d'une superficie de 227,069 hectares, un terrain acquis et géré par le Conservatoire du littoral[13],
  - la réserve de biosphère, zone centrale, d'une superficie de 1 154 hectares, géré par le syndicat mixte du parc naturel régional des Caps et marais d'Opale et la communauté d'agglomération du Pays de Saint-Omer (CAPSO)[14],
  - la réserve de biosphère, zone tampon, d'une superficie de 3 082 hectares[15],
  - la réserve de biosphère, zone de transition, d'une superficie de 18 303 hectares[16],
  - la zone humide protégée par la convention de Ramsar, d'une superficie de 3 737 hectares[17].

#### Zones naturelles d'intérêt écologique, faunistique et floristique
L'inventaire des zones naturelles d'intérêt écologique, faunistique et floristique (ZNIEFF) a pour objectif de réaliser une couverture des zones les plus intéressantes sur le plan écologique, essentiellement dans la perspective d'améliorer la connaissance du patrimoine naturel national et de fournir aux différents décideurs un outil d'aide à la prise en compte de l'environnement dans l'aménagement du territoire.
Le territoire communal comprend une ZNIEFF de type 1 : le marais de Serques à Saint-Martin-au-Laërt, d'une superficie de 555 hectares et d'une altitude variant de 2  à   6 mètres. Cette ZNIEFF, site touristique, située à l'ouest du marais audomarois, présente des terres entourées d'un important réseau de watergangs.
Et une ZNIEFF de type 2 : le complexe écologique du marais Audomarois et de ses versants. Cette ZNIEFF est un élément de la dépression préartésienne, drainé par l'Aa, le marais Audomarois est un golfe de basses terres bordé à l'Ouest par la retombée crayeuse de l'Artois et à l'Est par les collines argileuses de la Flandre intérieure.

Carte des ZNIEFF de type 1 et 2 sur la commune
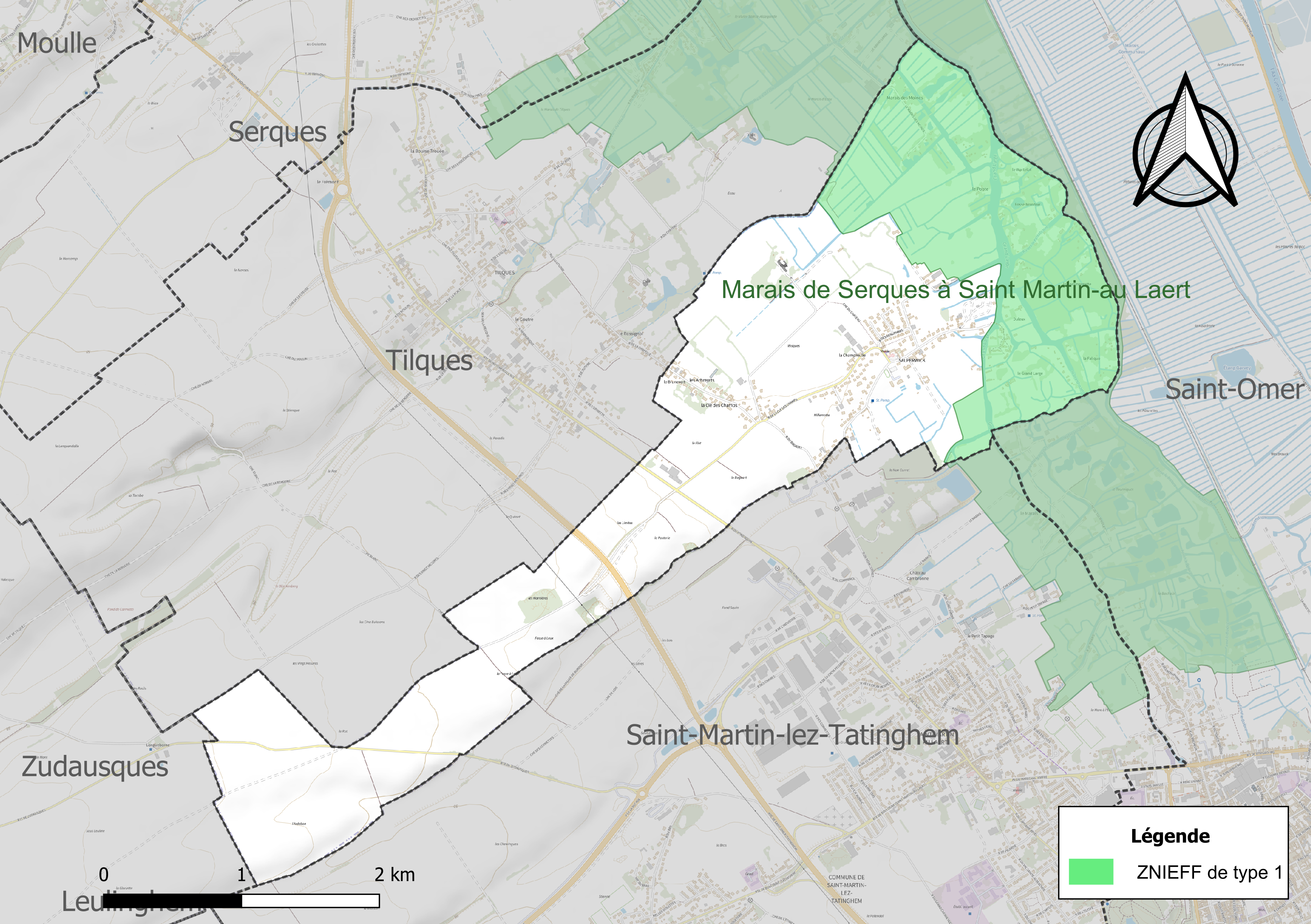
Carte de la ZNIEFF de type 1 sur la commune.
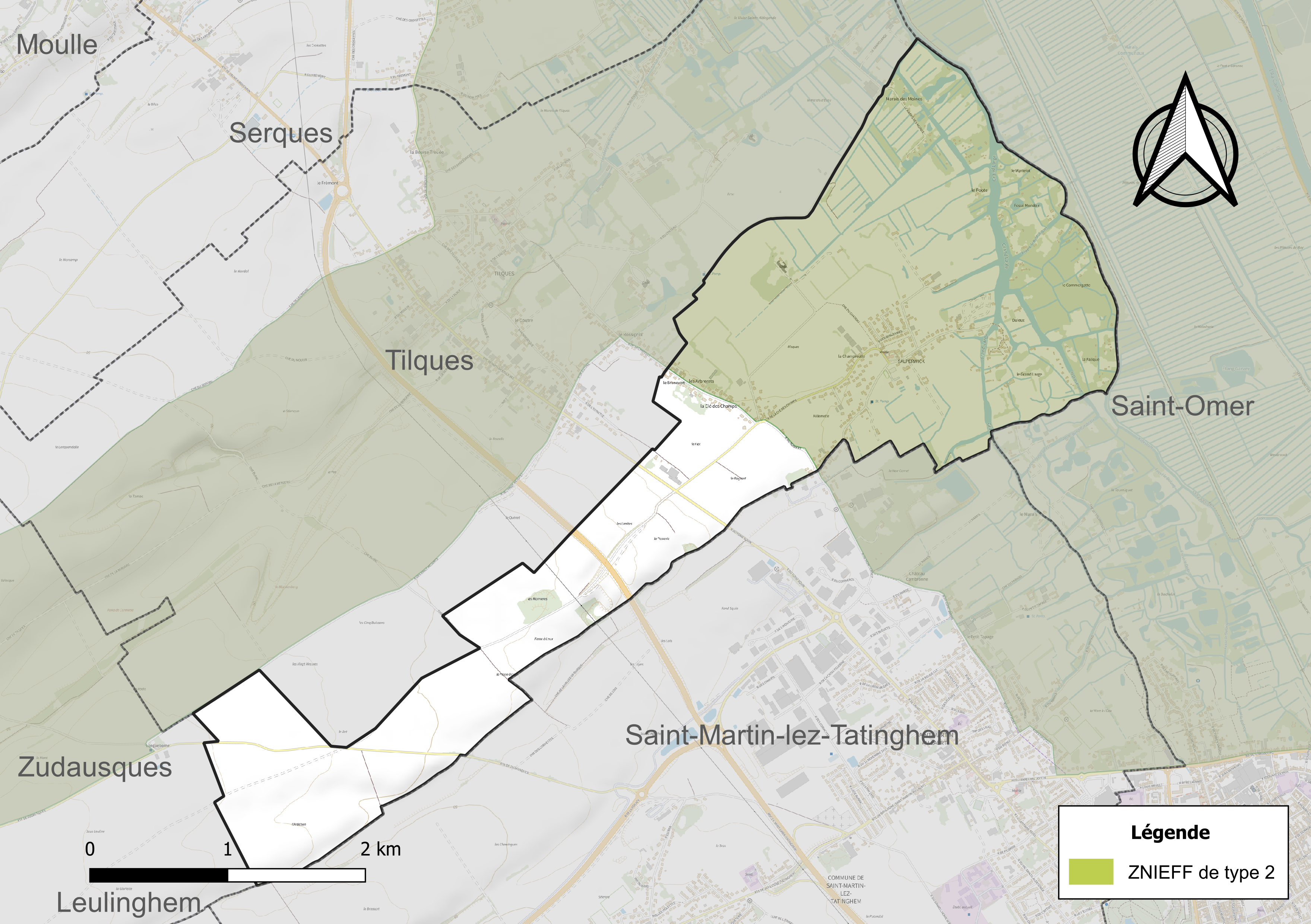
Carte de la ZNIEFF de type 2 sur la commune.

#### Site Natura 2000
Le réseau Natura 2000 est un réseau écologique européen de sites naturels d'intérêt écologique élaboré à partir des directives « habitats » et « oiseaux ». Ce réseau est constitué de zones spéciales de conservation (ZSC) et de zones de protection spéciale (ZPS). Dans les zones de ce réseau, les États Membres s'engagent à maintenir dans un état de conservation favorable les types d'habitats et d'espèces concernés, par le biais de mesures réglementaires, administratives ou contractuelles.
Sur la commune, un site Natura 2000 de type B est défini en site d'importance communautaire (SIC) : les prairies, marais tourbeux, forêts et bois de la cuvette audomaroise et de ses versants, d'une superficie de 563 ha.

## Urbanisme

### Typologie
Au 1er janvier 2024, Salperwick est catégorisée commune rurale à habitat dispersé, selon la nouvelle grille communale de densité à sept niveaux définie par l'Insee en 2022.
Elle appartient à l'unité urbaine de Saint-Omer, une agglomération inter-départementale regroupant 23  communes, dont elle est une commune de la banlieue,,. Par ailleurs la commune fait partie de l'aire d'attraction de Saint-Omer, dont elle est une commune de la couronne,. Cette aire, qui regroupe 79 communes, est catégorisée dans les aires de 50 000 à moins de 200 000 habitants,.

### Occupation des sols
L'occupation des sols de la commune, telle qu'elle ressort de la base de données européenne d'occupation biophysique des sols Corine Land Cover (CLC), est marquée par l'importance des territoires agricoles (76,4 % en 2018), en diminution par rapport à 1990 (78,2 %). La répartition détaillée en 2018 est la suivante : 
terres arables (54,2 %), zones humides intérieures (21,8 %), prairies (14 %), zones agricoles hétérogènes (8,2 %), zones urbanisées (1,7 %). L'évolution de l'occupation des sols de la commune et de ses infrastructures peut être observée sur les différentes représentations cartographiques du territoire : la carte de Cassini (XVIIIe siècle), la carte d'état-major (1820-1866) et les cartes ou photos aériennes de l'IGN pour la période actuelle (1950 à aujourd'hui).

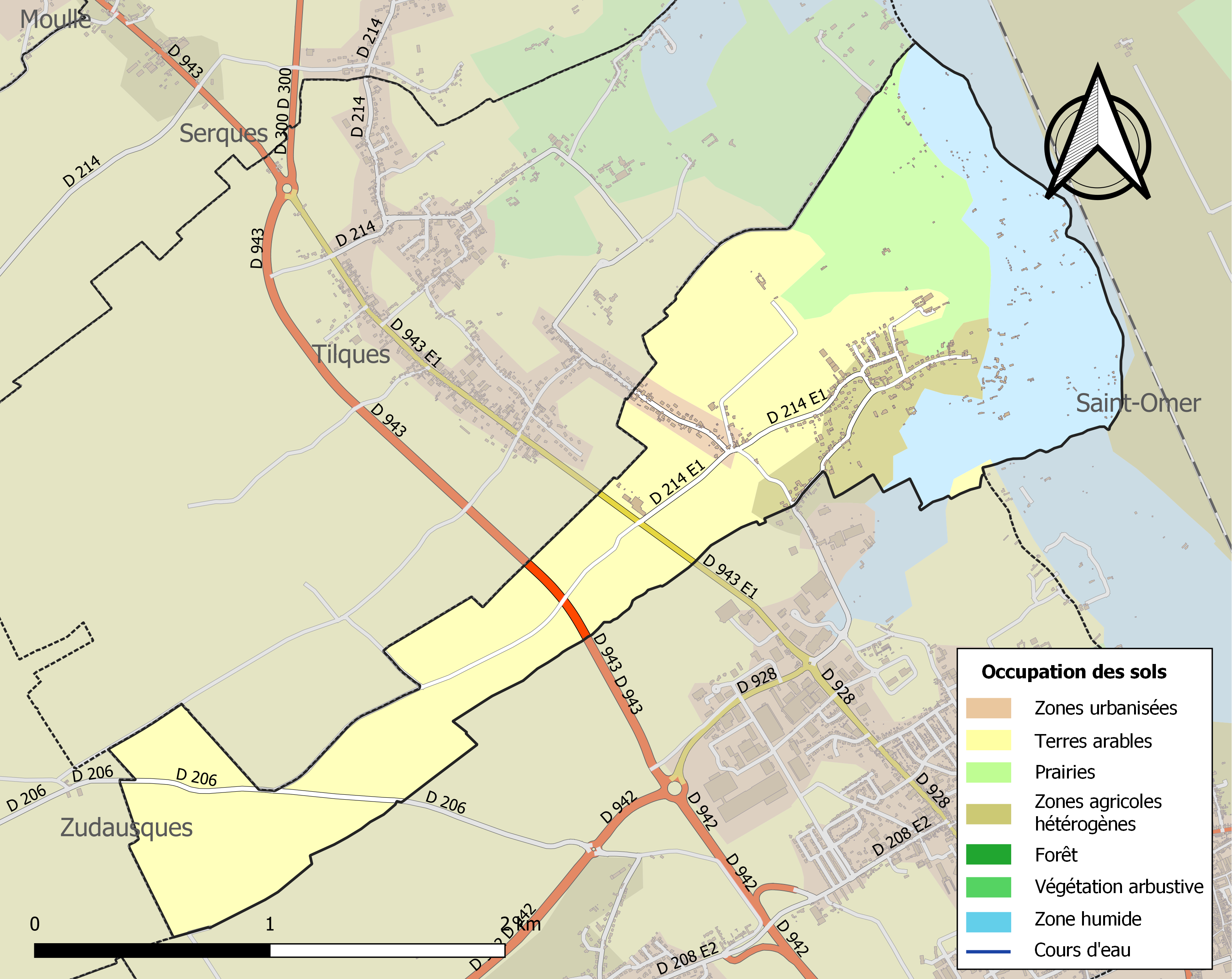
Carte des infrastructures et de l'occupation des sols de la commune en 2018 (CLC).

### Risques naturels et technologiques

#### Risque inondation
À la suite du passage des tempêtes Ciarán, Domingos et Elisa et des inondations et coulées de boue qui se sont produites, la commune est reconnue, par arrêté du 14 novembre 2023, en état de catastrophe naturelle pour inondations et coulées de boue sur la période du 2 au 12 novembre 2023, comme 179 autres communes du département.

## Toponymie
Le nom de la localité est attesté sous les formes Salperwinc [lire : Salperwuic] en 1096 ; Salperwic en 1175 ; Salprewiic en 1175 ; Salperwing en 1177 ; Salperwiic en 1180 ; Saupruick en 1251 ; Saubruicq en 1282 ; Saupruic d'alès Saint Omer en 1286 ; Sauperic en 1299 ; Sauprehuic en 1300 ; Salperwicus au XIIIe siècle ; Saupervic vers 1350 ; Saubruich en 1372 ; Saulprewic au XIVe siècle ; Salprewic au XIVe siècle ; Salubric en 1403 ; Saulpruic en 1424 ; Saubruic en 1445 ; Sopperwisque en 1462 ; Sauperwicq en 1464 ; Sapruich en 1469 ; Saupprehuict en 1479 ; Salpruicq en 1480 ; Salbruca vers 1512 ; Salperwycq en 1539-1540 ; Sobruich en 1559 ; Solpruike en 1560 ; Salpruych en 1637-1639 ; Saperwicq en 1720 ; Soubruick en 1731 ; Salperwich en 1739 ; Salpéruick en 1774 ; Salperwick en 1793 et 1801.
Ernest Nègre avance un toponyme composé de l'anthroponyme germanique Selbericus, suivi du latin vicus « bourg, village », donnant le « village de Selbericus ».
La commune porte le nom de Saubruit ou Saubruwi en picard et Salperwijk en flamand.

## Histoire

### Avant 1789
Salpervick ou Salperwick est le siège d'une seigneurie dans la société d'Ancien Régime d'avant la Révolution française.
Le village a également donné son nom à plusieurs nobles qui font partie des personnalités de la localité.
Le 31 décembre 1685, une sentence de noblesse est prise pour Jean Alexandre Vuldre, écuyer, seigneur de Salperwick, domicilié à Saint-Omer, fils d'Alexandre Vuldre, également écuyer, capitaine au service du roi d'Espagne.

#### Famille de Salperwick
- Hugues de Salperwick et son fils assistent, vers 1170-1174, à Guînes, à la lecture publique des lettres du comte de Guînes Baudouin II de Guînes, énonçant l'accord entre l'abbaye Saint-Médard d'Andres et Guillaume du pays de Bredenarde[34]. En 1174, Hugues assiste de nouveau à une assemblée des barons de Guînes pour la confirmation par Baudouin II de Guînes de donations à l'abbaye de Clairmarais[34].
- Eustache de Salperwick est en 1217 un des douze pairs (pairie) de l'évêque de Thérouanne[35].
- Noël de Salpervicq, seigneur de Crehon, est reconnu noble le 24 janvier 1579. Ses armes sont « Aux 1 et 4 d'argent à une aigle de sinople à deux têtes, membrée de gueules, aux 2 et 3 d'argent à un char de sable »[36].
- En 1702, Louis de Salperwick est l'époux d'Antoinette Philippe de Bassecourt, sœur de Jean-Baptiste de Bassecourt. N'ayant pas d'héritier, Jean-Baptiste de Bassecourt, fait marquis de Grigny en 1690 par le roi d'Espagne, donne la terre de Grigny et le titre de marquis, par acte passé à Naples le 17 novembre 1702, à Antoinette Philippe de Bassecourt, sa sœur pour en jouir après sa mort et la laisser ensuite à François de Salperwick, son fils et neveu de Jean-Baptiste de Bassecourt[37]. En octobre 1705, par lettres données à Fontainebleau le roi de France Louis XIV confirme le titre et la donation, en incorporant dans le marquisat de Grigny, les terres de Fresnoy, Quisy, Marconnelle. François de Salperwick a épousé Marie Charlotte de Harchies, et en accord avec elle, en 1705, il consent à ce qu'Antoinette Philippe de Bassecourt, jouisse sa vie durant de la terre de Grigny. François est seigneur de Fresnoy, Crehem, Hestruval, Plumoison, Quichy, Ristade, Marconnelle, Héricourt et Leuzeux, mousquetaire de la seconde compagnie de la garde du roi, commandée par le sieur de Jouvelle et il a participé à la prise de Valenciennes, Cambrai, Saint-Omer, ainsi qu'à la bataille de Cassel (guerre de Hollande et traités de Nimègue)[38]. La famille de Salperwick a gardé le fief de Grigny jusqu'à la Révolution française.

## Politique et administration

### Découpage territorial
La commune se trouve dans l'arrondissement de Saint-Omer du département du Pas-de-Calais.

#### Commune et intercommunalités
La commune est membre de la communauté d'agglomération du Pays de Saint-Omer.

#### Circonscriptions administratives
La commune est rattachée au canton de Saint-Omer.

#### Circonscriptions électorales
Pour l'élection des députés, la commune fait partie de la huitième circonscription du Pas-de-Calais.

### Élections municipales et communautaires

#### Liste des maires
| Période                                  | Période                    | Identité            | Étiquette | Qualité                                                 |
| ---------------------------------------- | -------------------------- | ------------------- | --------- | ------------------------------------------------------- |
| Les données manquantes sont à compléter. |                            |                     |           |                                                         |
| mars 1983                                |                            | Joseph Thomas       |           |                                                         |
| mars 1989                                | 2001                       | Jean Mesmacque      |           |                                                         |
| mars 2001                                | 2009                       | André Darques       |           | Démissionnaire                                          |
| 10 septembre 2009                        | 2014                       | Jean-Pierre Geersen | DVD       | Ancien maraîcher                                        |
| mars 2014                                | En cours (au 6 avril 2022) | Michel Martinot     |           | Salarié d'Arc Holdings, Réélu pour le mandat 2020-2026, |

## Équipements et services publics

### Postes et télécommunications
La commune, avec trois autres communes voisines que sont Saint-Omer, Tilques et Serques, a la particularité, unique en France, d'avoir le courrier distribué par un facteur en barque pour une partie des habitants demeurant dans le marais.

## Population et société

### Démographie

#### Évolution démographique
L'évolution du nombre d'habitants est connue à travers les recensements de la population effectués dans la commune depuis 1793. Pour les communes de moins de 10 000 habitants, une enquête de recensement portant sur toute la population est réalisée tous les cinq ans, les populations de référence des années intermédiaires étant quant à elles estimées par interpolation ou extrapolation. Pour la commune, le premier recensement exhaustif entrant dans le cadre du nouveau dispositif a été réalisé en 2006.

En 2022, la commune comptait 518 habitants, en évolution de +4,65 % par rapport à 2016 (Pas-de-Calais : −0,72 %, France hors Mayotte : +2,11 %).
| 1793 | 1800 | 1806 | 1821 | 1831 | 1836 | 1841 | 1846 | 1851 |
| ---- | ---- | ---- | ---- | ---- | ---- | ---- | ---- | ---- |
| 245  | 240  | 236  | 266  | 317  | 321  | 359  | 340  | 352  |

| 1856 | 1861 | 1866 | 1872 | 1876 | 1881 | 1886 | 1891 | 1896 |
| ---- | ---- | ---- | ---- | ---- | ---- | ---- | ---- | ---- |
| 312  | 394  | 420  | 423  | 454  | 448  | 404  | 431  | 406  |

| 1901 | 1906 | 1911 | 1921 | 1926 | 1931 | 1936 | 1946 | 1954 |
| ---- | ---- | ---- | ---- | ---- | ---- | ---- | ---- | ---- |
| 377  | 333  | 296  | 304  | 298  | 287  | 306  | 308  | 290  |

| 1962 | 1968 | 1975 | 1982 | 1990 | 1999 | 2006 | 2011 | 2016 |
| ---- | ---- | ---- | ---- | ---- | ---- | ---- | ---- | ---- |
| 251  | 261  | 302  | 291  | 294  | 486  | 495  | 506  | 495  |

| 2021 | 2022 | - | - | - | - | - | - | - |
| ---- | ---- | - | - | - | - | - | - | - |
| 505  | 518  | - | - | - | - | - | - | - |

#### Pyramide des âges
En 2018, le taux de personnes d'un âge inférieur à 30 ans s'élève à 30,7 %, soit en dessous de la moyenne départementale (36,7 %). De même, le taux de personnes d'âge supérieur à 60 ans est de 22,3 % la même année, alors qu'il est de 24,9 % au niveau départemental.
En 2018, la commune comptait 248 hommes pour 237 femmes, soit un taux de 51,13 % d'hommes, largement supérieur au taux départemental (48,50 %).
Les pyramides des âges de la commune et du département s'établissent comme suit.
| Hommes | Classe d’âge | Femmes |
| ------ | ------------ | ------ |
| 0,0    | 90 ou +      | 2,3    |
| 4,2    | 75-89 ans    | 4,5    |
| 17,7   | 60-74 ans    | 16,0   |
| 30,1   | 45-59 ans    | 31,2   |
| 15,6   | 30-44 ans    | 17,1   |
| 15,3   | 15-29 ans    | 13,0   |
| 17,1   | 0-14 ans     | 15,9   |

| Hommes | Classe d’âge | Femmes |
| ------ | ------------ | ------ |
| 0,5    | 90 ou +      | 1,6    |
| 5,6    | 75-89 ans    | 8,9    |
| 16,7   | 60-74 ans    | 18,1   |
| 20,2   | 45-59 ans    | 19,2   |
| 18,9   | 30-44 ans    | 18,1   |
| 18,2   | 15-29 ans    | 16,2   |
| 19,9   | 0-14 ans     | 17,9   |

## Culture locale et patrimoine

### Lieux et monuments

#### Monument historique
- Le château de Salperwick, également dénommé château de Saubruit. Les bâtiments du château en totalité, y compris les décors intérieurs ; le parc (cad. AD 2, 3, 5 à 10) : inscription au titre des monuments historiques par arrêté du 30 mai 2001.

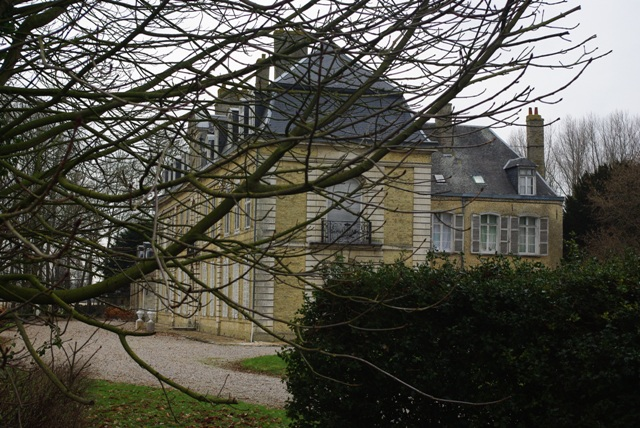
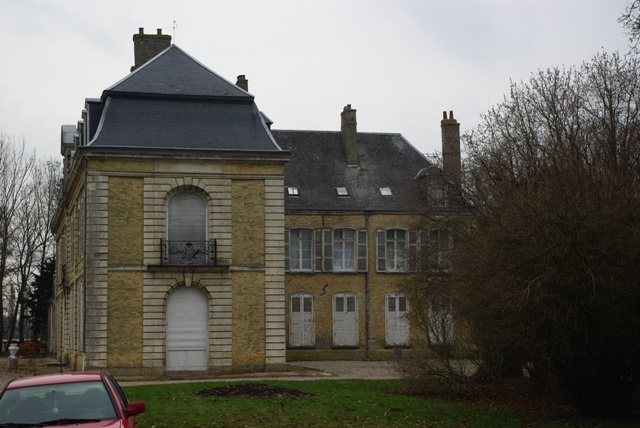
Le château.
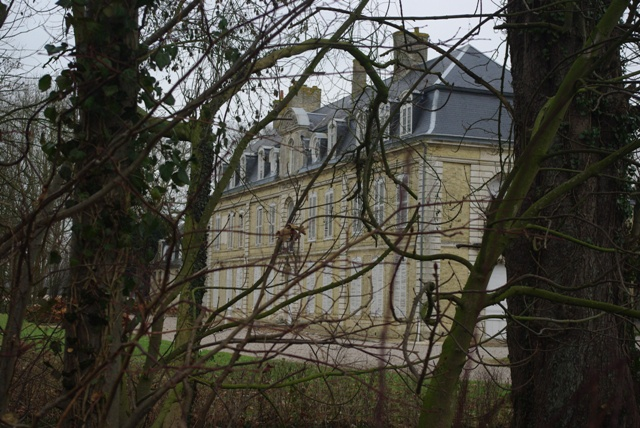

#### Autres monuments
- Le monument aux morts des guerres 1914-1918 et 1939-1945.
- L'église Notre Dame de la Bonne Fin.

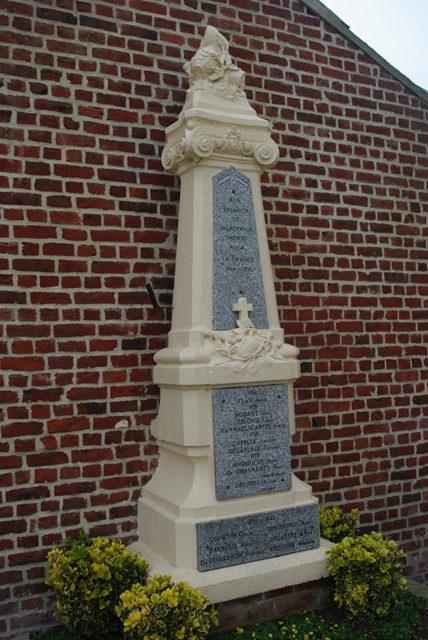
Le monument aux morts.
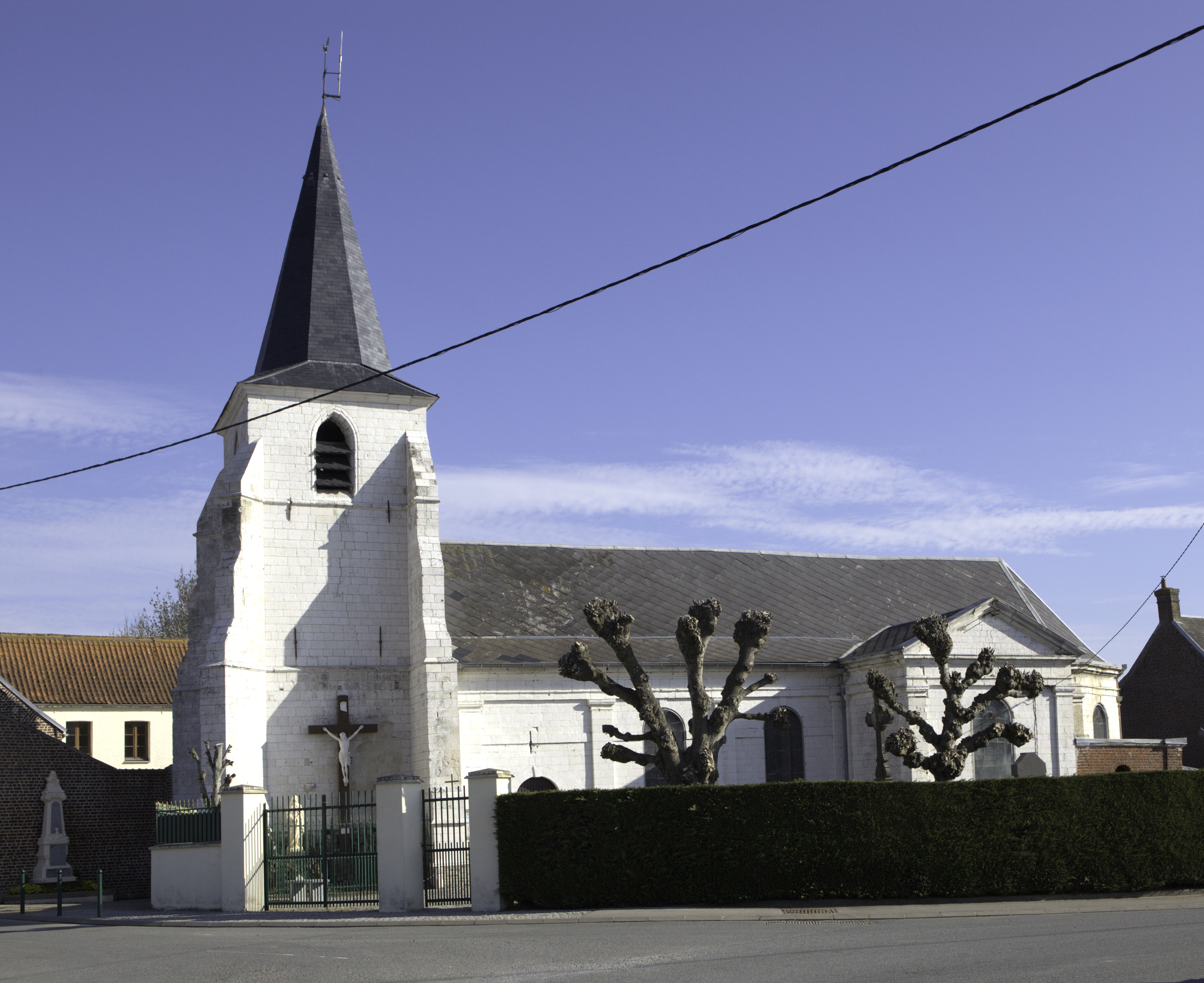
L'église.

### Personnalités liées à la commune

#### Passage à Salperwick
- Le roi Henri VIII d'Angleterre, qui a débarqué à Calais le 30 juin 1513, s'arrête à Salperwick et y dort le 9 août. Il loge dans ce qui s'appelait alors la cense de Saubruit, devenue depuis le château de Saubruit[52]. Il était en route pour le siège de Thérouanne, et la Journée des éperons : la bataille de Guinegatte, le 16 août 1513.
- Lazare Carnot, « l'Organisateur de la Victoire » s'est marié à Salperwick le 17 mai 1791. Il y avait épousé Sophie Dupont de Moringhem, dont les parents habitaient le château de la Tour Blanche, situé sur la commune voisine[53]. Les jeunes mariés ont profité de la vente des biens nationaux au château de Saubruit, pour y acquérir l'essentiel de leur mobilier de ménage.
- Napoléon Ier, après avoir quitté Boulogne, s'est arrêté et a logé au château de Salperwick du 26 au 28 août 1804. Il mit à profit son séjour pour visiter la garnison de Saint-Omer. Après son départ, le château servit de quartier général pour le camp de Boulogne, au général Bertrand[54].
- Ferdinand-Philippe d'Orléans, fils du roi Louis-Philippe Ier, se rendit au château, le 10 décembre 1840, pour visiter l'élevage expérimental de moutons Texel de M. Marescaux, propriétaire des lieux.

### Héraldique
| Blason de Salperwick | Blason  | De gueules à la fasce d'or surmontée d'un lambel de cinq pendants du même. |
| Blason de Salperwick | Détails | La commune reprend les armes de la famille de Salperwick, dont étaient issus les premiers seigneurs connus du village, où les couleurs, inconnues, ont été imaginées. Adopté par la municipalité en 1996. |

## Pour approfondir